# Podobieństwo w semantyce
Jeżeli edytujesz kod źródłowy, to aby uzyskać taki efekt: teoria, elektronem, Witolda Gombrowicza – twórz linki według składni: [[teoria]], [[elektron]]em, [[Witold Gombrowicz|Witolda Gombrowicza]].

Podobieństwo – oznacza, że jakieś przedmioty, podmioty, sytuacje lub zjawiska albo ich elementy są do siebie podobne (zbliżone), nie będąc jednocześnie ze sobą tożsame (identyczne).

## Rodzaje[potrzebnyprzypis]
Podobieństwo kategorialne – polega na tym, że jakieś osoby, zwierzęta, obiekty, zachowania lub sytuacje podpadają pod jakąś wspólną im kategorię lub subkategorię pojęciową.
Podobieństwo atrybutów – polega na posiadaniu przez jakieś przedmioty, podmioty, zachowania czy sytuacje tych samych cech (właściwość).
Podobieństwo relacji – polega na tym, że pomiędzy jakimiś podmiotami, obiektami i zachowaniami zachodzą identyczne relacje (stosunki, proporcje).
Podobieństwo związków przyczynowych – polega na tym, że w jakichś sytuacjach (zjawiskach) ta sama przyczyna wywołuje (wywołała) ten sam skutek.

## Liczba
Między każdymi dowolnie wybranymi osobami, rzeczami, zachowaniami, sytuacjami, zjawiskami zachodzi nieskończona liczba zarówno podobieństw, jak i różnic – jeśli ocenia się to z logicznego, a nie semantyczno-kulturowego, punktu widzenia.
Jest to między innymi wynikiem samego tylko postrzegania czasu i przestrzeni, które sprawia, że poszczególne obiekty (podmioty, przedmioty) mogą być w jednakowym stopniu oddalone od innych obiektów (podmiotów, przedmiotów, miejscowości, krain geograficznych, planet itd.) – np. znajdować się w mniejszej odległości niż 100 km od Krakowa, 1000 km od Stanów Zjednoczonych, 10.000 km od Plutona itd., co sprawia, że stają się do siebie podobne. Na tej samej zasadzie o wystąpieniu niezliczonych podobieństw między dwoma sytuacjami może świadczyć brak w każdej z nich ciężarowego samochodu, dwóch ciężarowych samochodów, trzech ciężarowych samochodów i tak ad infinitum.

## Przykłady
Podobne są dwie sytuacje, w których obecny jest kot, ktoś ma zafarbowane na czerwono włosy, ktoś jest większy od kogoś innego, doszło do powodzi na skutek wezbrania rzeki z powodu długotrwałego ulewnego deszczu.

## W przetwarzaniu języka naturalnego
Przetwarzanie języka naturalnego to dziedzina informatyki i językoznawstwa. Analiza nastrojów, rozumienie języka naturalnego i tłumaczenie maszynowe (automatyczne tłumaczenie tekstu z jednego języka ludzkiego na inny) to tylko niektóre z głównych obszarów, w których jest on używany. Duże modele językowe mogą uczyć się wysokiej jakości reprezentacji tekstu, które przechwytują zarówno informacje semantyczne, jak i składniowe.